# Caliciaceae
Caliciaceae is een botanische naam voor een familie van korstmossen behorend tot de orde Caliciales. Het typegeslacht is Calicium. Het bestaat uit 38 geslachten en ongeveer een kleine 1000 soorten. Het grootste geslacht is Buellia, met 300 soorten en er zijn ook een aantal monotypische geslachten met maar een soort.

## Geslachten
De familie Caliciaceae bestaat uit de volgende 38 geslachten:
- Acolium (Ach.) Gray (1821) – 24 soorten
- Acroscyphus Lév. (1846) – 1 soort
- Allocalicium M.Prieto & Wedin (2016) – 1 soort
- Amandinea M.Choisy ex Scheid. & M.Mayrhofer (1993) – 35 soorten
- Australiaena Matzer, H.Mayrhofer & Elix (1997) – 1 soort
- Baculifera Marbach & Kalb (2000) – 19 soorten
- Buellia De Not. (1846) - 300 soorten
- Burrowsia Fryday & I.Medeiros (2020) – 1 soort
- Caliciella Vain. (1927) – 3 soorten
- Calicium Pers. (1794) – 40 soorten
- Chrismofulvea Marbach (2000) – 4 soorten
- Ciposia Marbach (2000) – 1 soort
- Cratiria Marbach (2000) – ca. 20 soorten
- Culbersonia Esslinger (2000) – 1 soort
- Dermatiscum Nyl. (1867) – 6 soorten
- Dermiscellum Hafellner, H.Mayrhofer & Poelt (1979) – 1 soort
- Dimelaena Norman (1852) – 41 soorten
- Diploicia A.Massal. (1852) – 18 soorten
- Diplotomma Flot. (1849) – ca. 30 soorten
- Dirinaria (Tuck.) Clem. (1909) – ca. 35 soorten
- Endohyalina Marbach (2000) – 10 soorten
- Fluctua Marbach (2000) – 1 soort
- Gassicurtia Fée (1825) – 30 soorten
- Hypoflavia Marbach (2000) – 3 soorten
- Monerolechia Trevis. (1857) – 5 soorten
- Orcularia (Malme) Kalb & Giralt (2011) – 4 soorten
- Pseudothelomma M.Prieto & Wedin (2016) – 2 soorten
- Pyxine Fr. (1825) – ca. 75 soorten
- Redonia C.W.Dodge (1973) – 2 soorten
- Santessonia Hale & Vobis (1978) – 9 soorten
- Sculptolumina Marbach (2000) – 6 soorten
- Sphinctrinopsis Woron. (1927) – 1 soort
- Stigmatochroma Marbach (2000) – 9 soorten
- Tetramelas Norman (1852) – 36 soorten
- Texosporium Nádv. ex Tibell & Hofsten (1968) – 1 soort
- Thelomma A.Massal. (1860) – 4 soorten
- Tholurna Norman (1861) – 1 soort
- Tylophoropsis Sambo (1938) – 1 soort